# عمدة الطالب لنيل المآرب
عمدة الطالب لنيل المآرب أحد كتب متون الفقه الحنبلي، ألفه أبو السعادات منصور بن يونس بن صلاح الدين بن حسن بن أحمد بن علي بن إدريس البهوتي الحنبلي، شيخ الحنابلة بمصر في وقته. الكتاب عبارة متن فقهي مختصر في فِقه الإمام أحمد بن حنبل، قال عنه عبد القادر بن بدران الدمشقي: «مختصر لطيف للشيخ منصور البهوتي وضعه للمبتدئين».
قال المؤلف في مقدمته:

## أهميته
يعد الكتاب آخر ما صنف البهوتي من كتب، فإن بين تصنيف هذا الكتاب ووفاته سبعة أشهر فقط، فإن الشيخ قد فرغ منه في شوال من سنة 1050 هـ، وتوفي في ربيع الثاني سنة 1051 هـ. أي أنه صنف هذا الكتاب بعد أن شرح كتب المذهب المعتمدة، فقد شرح «الإقناع» وحشَّى عليه، وشرح «المنتهى» وحشى عليه، وشرح «نظم المفردات»، وشرح «زاد المستقنع»، ثم صنف هذا المتن وأودعه خلاصة فقهه وتحقيقه وتجربته الطويلة في المذهب الحنبلي.
ومن أمثلة أهمية الكتاب قراءة عثمان بن محمد الرحيباني بعض «عمدة الطالب» مع شرحه على الإمام السفَّاريني. وقد عده بكر بن عبد الله أبو زيد من كتب مذهب الحنابلة المعتمدة. المتن يمتاز بسهولة العبارة ووضوحها كونه قد خصصه للمبتدئين، وعدم التعقيد في التراكيب اللغوية، مع الاختصار المتقن. قال عبد القادر بن بدران: «فالواجب الديني على المعلم إذا أراد إقراء المبتدئين أن يقرئهم أولًا كتاب» أخصر المختصرات«أو» العمدة«للشيخ منصور متناً إن كان حنبليًا».
ويحوي الكتاب: 26 فصل، بدأها بالطهارة وأنهاها بالإقرار.

## شروحه
- هداية الراغب لشرح عمدة الطالب لنيل المآرب: عثمان بن أحمد النجدي الحنبلي.
- نيل المآرب بتهذيب شرح عمدة الطالب: عبد الله البسام.
- شرح عمدة الطالب لنيل المآرب: أحمد بن ناصر القعيمي.[3]